# Material hiperelástico

Ejemplos de curvas de tensión-deformación para diferentes materiales hiperelásticos.

Un material hiperelástico o material elástico de Green es un tipo de material elástico para el cual la ecuación constitutiva que relaciona tensiones y deformaciones puede obtenerse a partir de una potencial elástico {\displaystyle \scriptstyle W_{e}} o energía elástica de deformación que sea función de estado. En un material elástico el tensor de tensiones (2º tensor de Piola-Kirchhof) {\displaystyle \scriptstyle \mathbf {T} _{2PK}} puede relacionarse con el tensor de deformación de Green-Cauchy {\displaystyle \scriptstyle \mathbf {C} } mediante la relación:

(1){\displaystyle \mathbf {T} _{2PK}=2{\frac {\partial W_{e}}{\partial \mathbf {C} }},} en componentes {\displaystyle \sigma _{ij}=2{\frac {\partial W_{e}}{\partial C_{ij}}}}

Los materiales hiperelásticos son un caso particular de material elástico de Cauchy.

## Universalidad de la hiperelasticidad
Aunque la expresión (1) es muy particular y es sólo un caso posible de ecuación constitutiva, sorpredentemente puede demostrar que cualquier material elástico físicamente razonable es de hecho hiperelástico (por lo que realmente los materiales hiperelásticos más que un caso muy específico, son bastante generales). 
La demostración de la universalidad de la hiperelasticidad requiere considerar el segundo principio de la termodinámica y su aplicación a problemas termomecánicos. En el contexto de los problemas termomecánicos el principio de Coleman-Noll postula que las ecuaciones constitutivas de un sólido deformable satisfacen el segundo principio de la termodinámica. Si se acepta como axioma el principio de Coleman-Noll puede probarse que todo material elástico es de hecho hiperelástico.
En ese contexto el segundo principio puede expresarse en forma integral, expresión que recibe el nombre de desigualdad de Clausius-Duhem:

(2a){\displaystyle \int _{K}{\frac {{\dot {Q}}(\mathbf {r} ,t)}{\theta (\mathbf {r} ,t)}}dV+\int _{\partial K}{\frac {\mathbf {q} \cdot \mathbf {n} _{S}}{\theta (\mathbf {r} ,t)}}dS\leq {\frac {d}{dt}}\int _{K}s(\mathbf {r} ,t)dV}

Donde:
{\displaystyle {\dot {Q}}(\mathbf {r} ,t)} es la tasa de generación de calor en el interior (como función de la coordenadas del punto {\displaystyle \mathbf {r} } y del instante de tiempo t).
{\displaystyle \theta (\mathbf {r} ,t)} es la temperatura en el punto {\displaystyle \mathbf {r} }, en el instante de tiempo t.
{\displaystyle \mathbf {q} }, es el flujo de calor a través de la superficie.
{\displaystyle \mathbf {n} _{S}}, es el vector normal a la superficie en cada punto.
{\displaystyle s(\mathbf {r} ,t)}, es la entropía por unidad de volumen en cada punto.
La expresión anterior se puede escribir localmente como ecuación diferencial:

(2b){\displaystyle {\dot {Q}}+\theta {\boldsymbol {\nabla }}\left({\frac {\mathbf {q} }{\theta }}\right)\leq \theta {\dot {s}}}

Pues que para problemas termomecánicos se tiene la siguiente relación entre la varición de la energía interna {\displaystyle {\dot {u}}}, el calor generado, el flujo de calor y la potencia elástica:

(3){\displaystyle {\dot {u}}={\frac {1}{2}}\sum _{i,j}\sigma _{ij}{\dot {C}}_{ij}+{\boldsymbol {\nabla }}\cdot \mathbf {q} +{\dot {Q}}}

Substituyendo (3) en (2) conduce a:

(4){\displaystyle \theta {\dot {s}}-{\dot {u}}+{\frac {1}{2}}\sum _{i,j}\sigma _{ij}{\dot {C}}_{ij}+{\frac {\mathbf {q} \cdot {\boldsymbol {\nabla }}\theta }{\theta }}\geq 0}

Substituyendo en esta ecuación la energía libre de Helmholtz {\displaystyle f=u-s\theta \,} se puede ver que la igualdad anterior sólo se cumple para un proceso arbitrario si el tensor tensió satisface (1).

## Ejemplos de tipos de materiales hiperelásticos
Existe una gran variedad de ecuaciones constitutivas para materiales hiperelásticos, estos tipos de materiales se pueden clasificar como:
- Modelos fenomenológicos:
  - Material de Saint Venant-Kirchhoff, todo material elástico isótropo para pequeñas deformaciones se comporta como un material de este tipo.
  - Material de Mooney-Rivlin,
  - Material de Ogden,
  - Modelo polinomial,
  - Modelo elástico de Fung para tejidos blandos, empleado en biomecánica para modelizar las propiedades de los tejidos blandos internos antes de alcanzar daños.
  - Modelo hiperelástico de Yeoh
- Elasticidad de polímeros y cauchos:
  - Material neohokeano
  - Modelo de Arruda-Boyce
- Modelos híbridos:
  - Modelo hiperelástico de Gent

### Material de Saint-Venant–Kirchhoff
El material de Saint-Venant–Kirchhoff es el modelo más simple de material hiperelástico. En él el potencial elástico es cuadrático, y es el modelo material usado para un material isótropo lineal sometido a pequeñas deformaciones (de hecho cualquier material elástico sometido a pequeñas deformaciones, se aproxima asintóticamente a este modelo). La ecuación constitutiva entre la tensión y la deformación tiene la forma:

{\displaystyle \mathbf {S} =\lambda {\mbox{tr}}(\mathbf {E} )~\mathbf {I} +2\mu \mathbf {E} }

donde:
{\displaystyle \mathbf {S} }, es el segundo tensor de Piola-Kirchoff,
{\displaystyle \mathbf {E} } es el tensor deformación infinitesimal linealizado de Green-Lagrange
{\displaystyle \lambda } y {\displaystyle \mu } son los coeficientes de Lamé.
Las ecuaciones anteriores pueden ser derivadas a partir del siguiente potencial o función de energía de deformación para este modelo es:

{\displaystyle W(\mathbf {E} )={\frac {\lambda }{2}}[{\mbox{tr}}(\mathbf {E} )]^{2}+\mu {\mbox{tr}}(\mathbf {E} ^{2})}

Obteniéndose el tensor tensión (segundo tensor de Piola-Kirchhoff) puede ser derivado de la relación:

{\displaystyle \mathbf {S} ={\cfrac {\partial W}{\partial \mathbf {E} }}}